# Onsernone
Onsernone es una comuna suiza del cantón del Tesino, situada en el distrito de Locarno, círculo de Onsernone. Limita al norte con las comunas de Vergeletto y Gresso, al noreste con Maggia, al este con Isorno y Mosogno, al sur con Centovalli, y al oeste con Re (IT-VB) y Craveggia (IT-VB).